# Lluís Millet i Loras
Lluís Millet i Loras   (Barcelona, 15 de maig de 1939 - 7 de març de 2019) va ser un músic i musicòleg català, director de l'Orfeó Català entre 1977 i 1981.
Va escriure durant anys nombrosos articles i estudis sobre temàtica musical en diverses publicacions especialitzades. Va ser membre fundador de la Revista Musical Catalana, impulsor del cicle "El Primer Palau" (1996) i assessor de la Fundació Orfeó Català-Palau de la Música Catalana.
Era fill de Lluís Maria Millet i Millet i net de Lluís Millet i Pagès. Es va casar amb la musicòloga Maria Lluïsa Cortada i Noguero i no va tenir fills.